# Église Notre-Dame-de-l'Assomption de Vaulx-en-Velin
L'église Notre-Dame-de-l'Assomption est un édifice religieux catholique français, situé allée des Marronniers à Vaulx-en-Velin dans la métropole de Lyon,.

## Présentation
Cette église est rattachée à l'Ensemble paroissial de Vaulx-en-Velin.

## Histoire de la construction
L'église a été construite en 1842, pour remplacer l'ancienne église très délabrée.